# Fundación Ludovica
La Fundación del Hospital de Niños de La Plata o Fundación Ludovica es una organización sin fines de lucro creada en 1991 orientada al fomento de la investigación y docencia en temas vinculados a la niñez y al apoyo al Hospital Interzonal de Niños "Sor María Ludovica" de La Plata.

## Historia

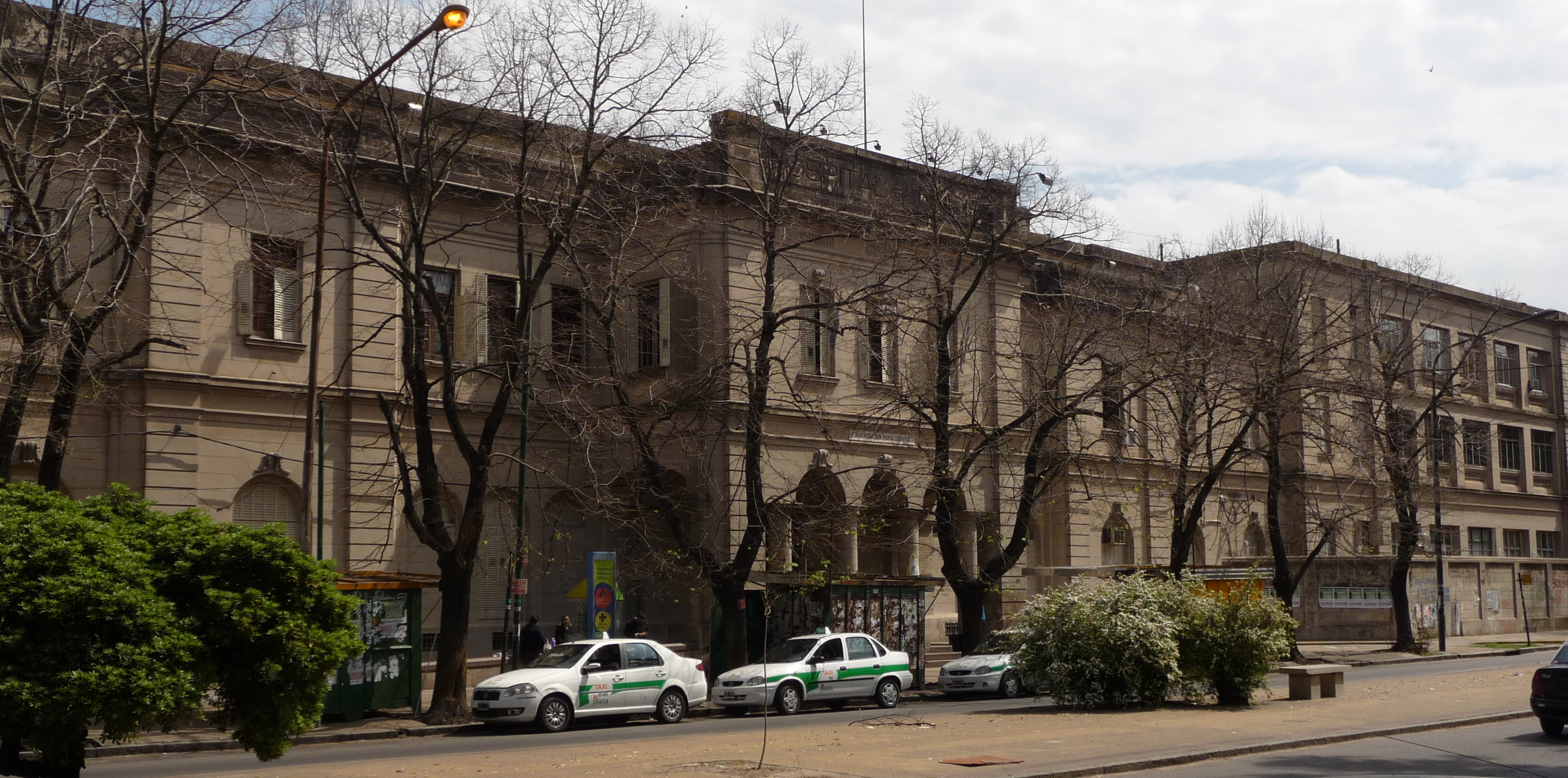
Hospital Interzonal de Niños "Sor María Ludovica" en La Plata.

La Fundación fue creada en 1991 por quien fuera el director del Hospital "Sor María Ludovica" en ese momento, Roberto Silber.En su origen, los objetivos de la misma estaban vinculados con la investigación y la docencia en el hospital. Sin embargo, con el cambio de siglo, el contexto socioeconómico de Argentina requirió que la Fundación desarrolle además su dimensión social.
En lo que respecta a la investigación y la docencia, se fomentaba el desarrollo de estudios vinculados a la niñez y la formación del personal que trabajaba en el hospital. Esta línea tuvo un hito de gran relevancia en la creación del Instituto de Desarrollo e Investigaciones Pediátricas (IDIP) en 2001. Además, para fomentar el desarrollo de la medicina de alta complejidad, la Fundación impulsó mejoras edilicias y tecnológicas en el hospital.
Frente a las necesidades que presentaban las familias que asistían al hospital, la Fundación decidió crear un hogar para niños y madres en tratamiento ambulatorio que debían transladarse más de 100 km hacia el hospital en La Plata. Así, en 2011 se fundó la Casa Ludovica, ubicada en las cercanías del hospital de niños.

## Casa Ludovica
La Casa Ludovica es el hogar de tránsito de la Fundación Ludovica para niños y madres que realizan tratamiento ambulatorio en el Hospital de Niños. Nació a partir de la necesidad de acompañar a la madre y al niño que debían transladarse a La Plata para llevar a cabo tratamientos ambulatorios o seguimientos. Este diagnóstico fue realizado por Herminia Itarte, directora del Hospital de Niños y posteriormente de la Fundación. Durante la crisis del 2001 en Argentina, el apoyo a las familias para continuar los tratamientos de los niños se volvió una problemática central en la Salud Pública y allí tomó relevancia la idea de un hogar de tránsito para un hospital interzonal. 
En el año 2003, la Fundación compró con recursos propios y donaciones un terreno ubicado a escasos metros del hospital, en el Parque Saavedra de la ciudad de La Plata. El objeto de esa adquisición era la construcción de la Casa Ludovica, pero la Fundación aún no contaba con fondos para concretarla. Se realizaron acciones para fortalecer la recaudación, como campañas de donación y solicitudes a empresarios y al municipio. En 2008 se presentó el proyecto a la Presidencia de la Nación y, 48hs después, la entonces Presidenta Cristina Fernández de Kirchner aprobó la gestión de un subsidio del Ministerio de Desarrollo Social de la Nación.
En 2011 abrió sus puertas y comenzó a recibir pacientes. A los pocos meses ya había alcanzado el centenar de huéspedes de diferentes puntos del país y las siete centenas en 2013.En 2023 recibía a más de 700 niños por año. Además de ofrecer alojamiento, comida y elementos de higiene para los niños y madres hospedados, la Casa Ludovica cuenta con actividades como talleres de nutrición y artísticos y dos coros para asegurar la contención de las personas que transitan por la Casa.
La Casa Ludovica se sustenta con el aporte de padrinos solidarios, la comunidad y actividades como maratones y galas.

## Instituto de Desarrollo e Investigaciones Pediátricas (IDIP)
El 28 de febrero de 2001 fue creado el Instituto de Desarrollo de Investigaciones Pediátricas (IDIP). Esta unidad de investigación fue creada en conjunto entre el Hospital de Niños "Sor María Ludovica" y la Comisión de Investigaciones Científicas de la Provincia de Buenos Aires mediante la Resolución 862. El IDIP estaría sustentado por la Fundación Ludovica.
En mayo del 2004, el IDIP se convierte en Centro Asociado de doble dependencia entre la Comisión de Investigaciones Científicas y el ministerio de salud de la Provincia de Buenos Aires. Esta constitución permitió el financiamiento de proyectos y actividades de investigación y desarrollo y la formación de recursos humanos en conjunto con el mencionado organismo de ciencia y tecnología.
En 2008, el Instituto adoptó el nombre del Prof. Dr. Fernando E. Viteri, médico guatemalteco especializado en Salud Pública que fue presidente del Comité Asesor Científico Internacional del IDIP entre 2003 y 2007.
La misión del Instituto es promover, patrocinar, orientar y realizar investigaciones científicas que generen nuevos conocimientos o busquen dar solución a problemas específicos de salud con énfasis en el campo materno infantil y pediátrico.
Luego de la dirección de Horacio González, en 2024 el instituto se encuentra dirigido de forma interina por la nutricionista Agustina Malpeli.

## Otras iniciativas de la Fundación
Además de la Casa Ludovica y el IDIP, la Fundación Ludovica participa de otras iniciativas, algunas puntuales y otras que han repetido durante varios años.

### Maratón "Sor María Ludovica"
Desde 2012 se realiza anualmente la maratón "Sor María Ludovica", con el objetivo de visibilizar el trabajo realizado en el Hospital y ofrecer ayuda económica.La maratón, que se acompaña también de carreras para niños y actividades paralelas, fue una iniciativa de la Defensoría del Pueblo de la Provincia de Buenos Aires y se coorganiza entre esa entidad, el municipio de La Plata, la cooperativa del Hospital de Niños y la Fundación Ludovica.

### Coro de Niños del Hospital de Niños de La Plata y Coro Fénix
En 2006 se formó el Coro de Niños de la Fundación Ludovica. Se conforma por niños de entre 3 y 15 años de edad.El objeto es fortalecer el vínculo entre el arte, la salud y la comunidad. Además, está abierto a los niños alojados en la Casa Ludovica para brindar contención en el tratamiento.
El programa de cultura de la Fundación también nuclea al Coro Fénix, que se formó de manera independiente en 1999 y desde el 2002 pertenece al Hospital. Se compone de 20 coreutas a partir de los 18 años de edad. De este coro participan médicos, personal de la institución, docentes y estudiantes de música.

### Gala solidaria
Con motivo de su aniversario número 25 en 2017, la Fundación Ludovica organizó una cena para recaudar fondos para ampliar el servicio de neurología del Hospital de Niños. Desde entonces, la gala se repite cada año para "aportar a la sostenibilidad del funcionamiento de la Casa Ludovica, acompañar el desarrollo de profesionales, equipamiento e instalaciones del Hospital de Niños de La Plata y contribuir a la promoción de actividades científicas de investigación relacionadas con la niñez, a través del Instituto de Desarrollo e Investigaciones Pediátricas (IDIP)".

### Campañas
La Fundación Ludovica realiza campañas de donación de juguetes, leche, útiles, etc. También realiza otras actividades a beneficio como eventos deportivos.